# Bonifaci de Còrsega
Bonifaci de Còrsega, també esmentat com Bonifaci II de Toscana i Lucca, o de Túscia i Lucca (788-847), va ser marquès de Toscana des 823 a 834/844 i Corsicae Tutor (governador de Còrsega). No se sap l'any de naixement, alguns diuen el 788, altres el 800. El mateix any de la mort no és cert, podria ser el 846 o 847.
Ell era el fill de Bonifaci I de Toscana, i es va convertir en hereu de Toscana i descendent d'una família originària de Baviera. Es va convertir en senyor (comte) de Lucca a la mort del seu pare (5 d'octubre de 823), i a continuació, en prefecte de Còrsega des 828 quan va ocupar l'illa després d'una expedició contra els pirates que infestaven la mar Tirrena. També va ser marquès de Toscana des 823 fins a la seva mort, ampliant el seu domini comtal i el poder a la mateixa Lucca a costa dels bisbes de la ciutat que fins aleshores tenien àmplia jurisdicció. El febrer de 825, a Marengo, l'emperador Lotari I va emetre la Capitula de expeditione Corsicana per a la defensa de l'illa i el 828, Bonifaci va rebre els títols de praefectus i se li va encarregar la protecció de l'illa per part de Lotari, rebent també la llegaduria de l'illa del bisbe de Luni. Al juliol i agost de 828, va dirigir una petita flota a la recerca de pirates sarraïns; en no trobar-ne cap al mar, la flota va aterrar a Sardenya i allà va decidir atacar Àfrica. Va assaltar la costa musulmana entre Utica i Cartago amb èxit. La flota va tornar a Còrsega.
Probablement es va casar amb Berta de la qual es creu que va tenir a Adalbert I de Toscana, que fou també marcgravi o marquès (844-884).
Segons la tradició, l'any 833 va refundar la ciutat romana de Calcosalto a Còrsega per defensar-se dels atacs dels sarraïns, i la ciutat va prendre el nom de Bonifaziu en el seu honor. Va ser habitada per colons van venir principalment de la província toscana de Lucca, que després foren expulsats pels genovesos el 1490.
En la lluita entre Lluís el Pietós i Lotari, el marquès Bonifaci va posar del costat del primer (833) i el 834, junt amb Ratald, bisbe de Verona, i el comte Pipí de Vermandois va alliberar a l'empresonada esposa de Lluís, Judit de Baviera, reclusa al convent-presó de Tortona, i la van escortar a la cort de Lluís a Aquisgrà (Aachen). Bonifaci va passar els anys 836 a 838 a la cort imperial a Alemanya; en ser derrotat Lluís el Pietós i designat Lotari com a rei d'Itàlia, aquest el va privar del seu feu (833-845) que va concedir a Manfridux i després a Aganus o Aganonus. Va passar els últims anys de la seva vida a l'exili a França, a les seves terres de Septimània on fou convidat a participar en el judici de Bernat de Septimània, però va morir abans que es fes.